# Oscar Pehrsson
Oscar Pehrsson (sinh ngày 10 tháng 4 năm 1988) là một cầu thủ bóng đá người Thụy Điển thi đấu cho IK Sirius.